# Ломакина, Татьяна Юрьевна
Татьяна Юрьевна Ломакина (род. 1 апреля 1955 года, Москва, РСФСР, СССР) — советский и российский скульптор, член-корреспондент Российской академии художеств (2011).

## Биография
Родилась 1 апреля 1955 года в Москве.
В 1979 году — окончила Московский художественный институт имени В. И. Сурикова, мастерская скульптуры профессора Н. В. Томского, профессора М. Ф. Бабурина.
С 1975 года — участник московских, всероссийских, зарубежных и международных выставок.
С 1979 года — член Союза художников СССР, России.
С 1990 по 2006 годы — член Художественного совета по скульптуре, руководитель творческих групп скульпторов в Доме творчества имени Д.Кардовского в г. Переславле-Залесском Союза художников РСФСР, России.
С 1994 года — участник всероссийских и международных симпозиумов по скульптуре.
В 2011 году — избрана членом-корреспондентом Российской академии художеств от Отделения скульптуры.
Произведения представлены собраниях Государственной Третьяковской галерее, Московском музее современного искусства, во многих музеях России и зарубежных коллекциях.

## Творческая деятельность
- мемориальный памятник С. К. Цвигуну (1980. Москва, Новодевичье кладбище);
- монументально-декоративная композиция «Сказочная птица» (1992, Неаполь, Италия);
- памятник воинам-погибшим в Чечне (1995, Москва);
- мемориальный памятник боксеру О. Г. Каратаеву (1995, Москва);
- памятник Антонину Капустину (2001, Израиль, Иерусалим);
- мемориальный скульптурно-архитектурный ансамбль памяти Д. Ю. Маслюкова (2004, Москва);
- мемориальный памятник А. Гауэру (1992, Германия, г. Ганновер);
- скульптурная композиция «Этнографический мотив» (1994, Москва, парк «Музеон»);
- декоративная композиция «Ветер» (1997, Берлин, Германия);
- монументально-скульптурная композиция «Материнство» (1985, Туркмения, Ашхабад);
- «Художник» (2005, бронза, Москва);
- памятник-бюст Паоло Фидели (1980, г. Феррара, Италия);
- памятник-бюст Антонину Капустину (2005, г. Иерусалим, Израиль);
- надвратная икона — «Григорий Богослов» (орнаменты Е. И. Горина, 1994, керамика, Москва, храм Григория Неокесарийского);
- воссоздала скульптурную композицию «Мариам» (южный фасад) для скульптурного убранства Кафедрального соборного храма Христа Спасителя в Москве (1994—1999).

- «Ожидание» (1979, бронза);
- «Мужик и коза» (1982, бронза);
- «Год 1944» (1982, шамот);
- «Карнавал» (1984, бронза);
- «Пушкин и муза» (1986, бронза, Государственная Третьяковская галерея);
- «Зима» (1988, дерево, керамика);
- «Кот и рыба» (2002, дерево, полихромная роспись, Государственная Третьяковская галерея);
- «Перекресток» (1993, бронза);
- «Циганка» (1995, дерево);
- «Кормление золотых рыбок» (2004, бронза);
- «Тет-а-тет» (1984, Московский музей современного искусства);
- «Сидящая» (2005,Московский музей современного искусства);
- «Оглядывающаяся» (1995, Московский музей современного искусства);
- «На базаре» (1984, Томский художественный музей);
- «Обнаженная» (2003, бронза);
- «Гегемон» (2004, бронза);
- «Обнаженная» (2004, шамот, Швеция);
- «Ностальгия» (2011, дерево, позолота);
- «Святочные гадания» (2013, шамот);
- «Благодарение» (2014, шамот, краски «Кейм»);
- рельефы — «Ветер» (2012, бронза);
- портреты — Наташи (1977), Юлии Устиновой (1985), Гая Юлия Цезаря, Цезаря Августа, Наполеона, Ф. Э. Дзержинского, Адриана, Ольги (1990, Государственная Третьяковская галерея), женский (2014, шамот, краски «Кейм»);
- Икона «Успение Пресвятой Богородицы» (2012, храм Успения Пресвятой Богородицы, дер. Старые Кузьмёнки Московской области).

## Награды
- лауреат Премии Первого международного конкурса ледовой скульптуры
- лауреат международной премии «Золотой мост» (2010, Италия)